# Гроссман, Фредерик Карл
Фредерик Карл Гроссман (англ. Frederick Karl Grossman; 1886, Кливленд — 16 мая 1969) — американский дирижёр, музыкальный педагог и музыковед.
Учился игре на скрипке в Кливленде у Вацлава Рыхлика, затем композиции в Париже и Берлине. Руководил различными церковными хорами, любительскими и полулюбительскими оркестрами в своём родном городе, преподавал в колледжах, а затем в Западном резервном университете. В 1938 г. по приглашению трёх молодых музыкантов возглавил Кливлендский филармонический оркестр и управлял им до 1963 г. В 1972 г. была издана книга Гроссмана «История музыки в Кливленде» (англ. A History of Music in Cleveland).